# Jeffersonville (Indiana)
Jeffersonville város az Amerikai Egyesült Államok Indiana államában, Clark megyében, melynek megyeszékhelye is. Lakosainak száma 49 447 fő (2020. április 1.).

## Népesség
A település népességének változása:

| 2010 | 44 953 |
| 2020 | 49 447 |